# Ендельгардт Олександр Платонович
Олександр Енгельгардт (рос. Александр Платонович Энгельгардт, (17 серпня 1845, Климово, Духовщинський повіт, Смоленська губернія, Російська імперія — 22 листопада 1903, Швейцарія) — заступник держсекретаря (1902), смоленський міський голова (1877—1887), заступник, Архангельський (1893—1901) і Саратовський губернатор (1901—1903).